# إدي ن. باين
إدي ن. باين هو سياسي أمريكي، ولد في 1873 في أركنساس في الولايات المتحدة، وتوفي في 1951. نشط حزبياً في الحزب الديمقراطي. وقد انتخب عضو مجلس نواب لويزيانا ‏.